# Dana Key
Dana Key (30 de dezembro de 1953 - 6 de junho de 2010) foi um guitarrista americano de rock cristão, cantor e produtor, que foi cofundador do grupo de rock cristão DeGarmo and Key com o tecladista Eddie DeGarmo, melhores amigos desde a primeira série. Dana era um descendente direto (tatara-tatara-tatara-tatara-tatara-tatara neto) de Francis Scott Key, autor de The Star-Spangled Banner, o hino nacional norte americano.
DeGarmo & Key percorreu o mundo inteiro, liderando e abrindo shows com outros grandes artistas do rock cristão, incluindo Servant, Petra, Joe English, Amy Grant, Resurrection Band, Jesse Dixon, Mylon LeFevre and Broken Heart, e dc Talk. Dana e Eddie DeGarmo também produziram o primeiro vídeo de artistas cristãos contemporâneos a ser exibido na MTV. Key ainda lançou dois álbuns solo e um disco com a participação de Dallas Holm e Jerry Williams. Em 1989, Key foi coautor do livro 'Don't Stop The Music', descrito nas notas de capa como "a defesa da música cristã contemporânea escrita por um dos seus principais artistas".
Após a aposentadoria, Dana trabalhou como o chefe da gravadora Ardent Records e foi apresentador de um programa de TV que apresentava novas bandas de jovens cristãos. Key também pastoreava uma pequena igreja em Cordova, Tennessee, chamada The Love of Christ Church (TLC).
Dana Key veio a falecer devido a um coágulo sanguíneo rompido no domingo de 6 de junho de 2010, aos 56 anos de idade.

## Discografia
No DeGarmo & Key
Como Cantor Solo
- (1990) - The Journey: Walking with Jesus
- (1993) - Mesa (with Dallas Holm & Jerry Williams)
- (1995) - Part Of The Mystery